# Ланцюгова передача

Обертальний рух зірочки з ланцюгом

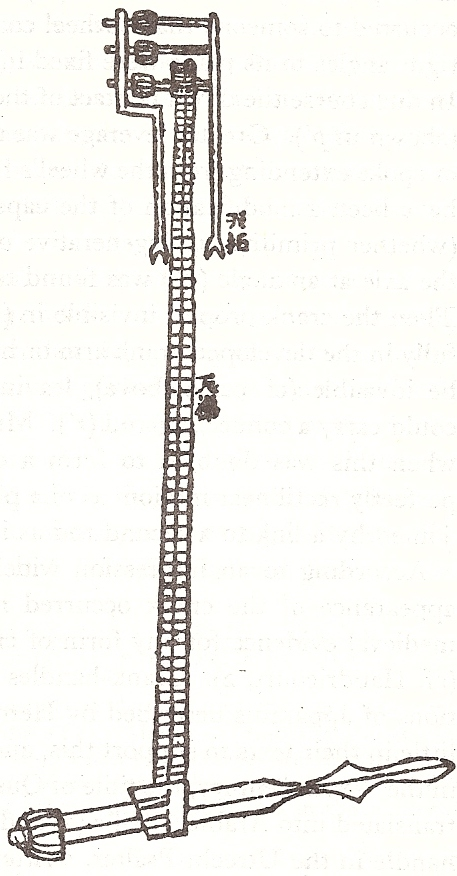
Найстаріше відоме зображення ланцюгової передачі, з книги Су Суна 1092 року, де описано його годинниковий механізм в башті міста Кайфен

Ланцюго́ва переда́ча (англ. chain gear, chain transmission, chain drive; нім. Kettenantrieb m) — механізм (передача) у вигляді замкнутого ланцюга, що рухається по зубчастих колесах (зірочках), закріплених на паралельних валах, передаючи обертовий рух між цими валами. Ланцюгові передачі належать до передач зачеплення з гнучкою в'яззю. Іноді застосовуються передачі з декількома веденими зірочками. Крім зірочок і урухомних ланцюгів, ланцюгові передачі можуть включати натягувальні пристрої та системи змащення. Ланцюгові передачі, що працюють на високих швидкостях та передають великі навантаження, зазвичай, захищають металевими кожухами.

## Основні характеристики
Швидкість руху ланцюга у передачах загального призначення досягає 15 м/с при передаванні потужності до 100 кВт, а у спеціальних приводах — до 35 м/с при потужності до 2000 кВт. За допомогою ланцюгової передачі можна забезпечити передавальне число u ≤ 10, а найраціональніше мати u ≤ 4 при високому ККД (до 0,97).

## Класифікація
Ланцюгові передачі поділяють за такими ознаками:
- За типом урухомного ланцюга, яким оснащена передача, розрізняють ланцюгові передачі з:
  - роликовими ланцюгами;
  - втулковими ланцюгами;
  - зубчастими ланцюгами;
  - фасонними ланцюгами.
- За можливістю зміни відстані між осями зірочок ланцюгові передачі бувають із регульованою та постійною міжосьовою відстанню.
- За способом регулювання натягу ланцюга розрізняють ланцюгові передачі з періодичним і неперервним регулюванням натягу.
- За кількістю зірочок, що охоплені одним ланцюгом, ланцюгові передачі можуть бути двозірочкові, тризірочкові і т. д.
- За конструктивним виконанням та умовами експлуатації розрізняють відкриті ланцюгові передачі і закриті. Останні працюють у спеціальному корпусі в умовах неперервного змащування.

## Конструкція

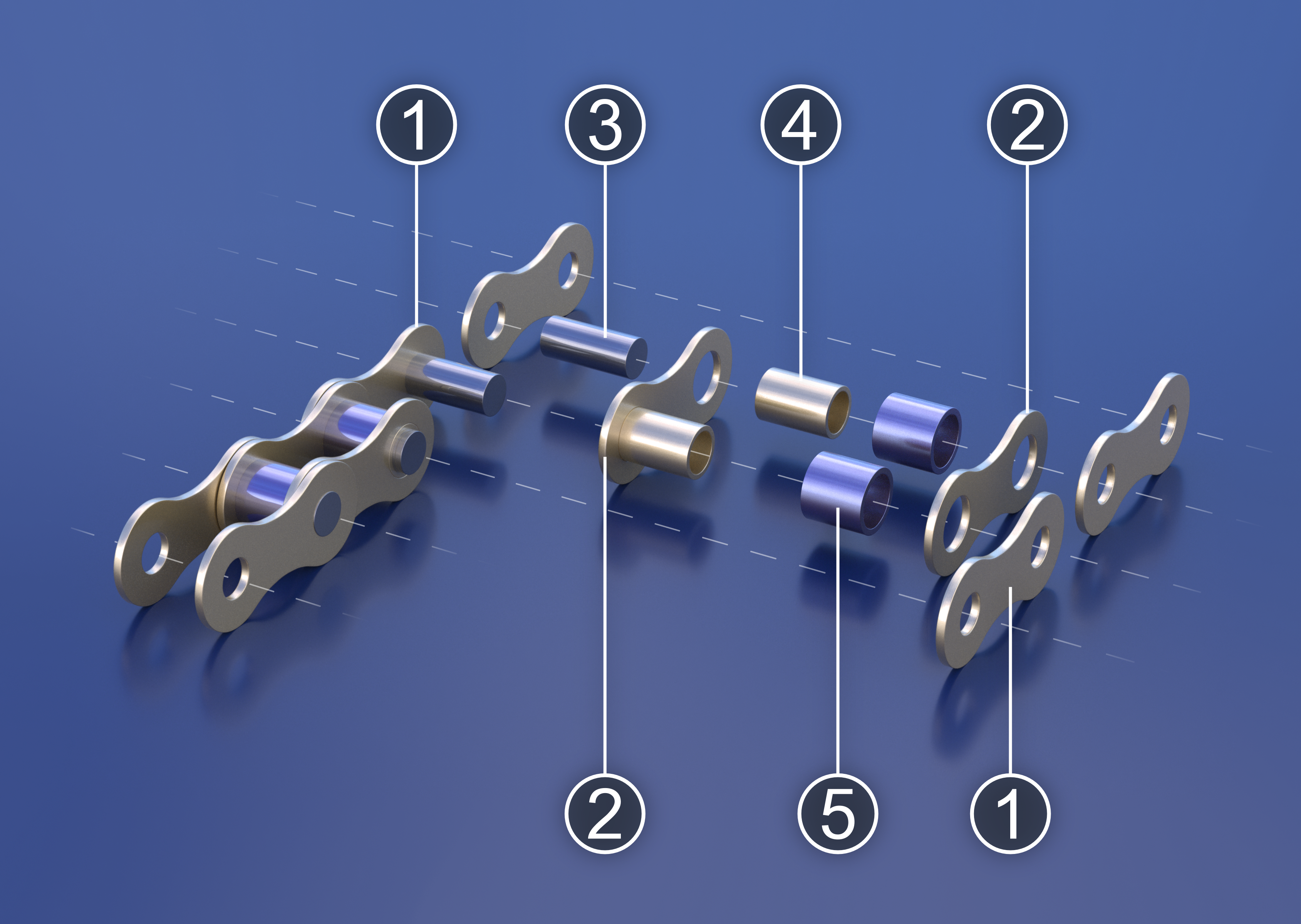
Конструкція втулково-роликового ланцюга

### Будова привідного ланцюга
1. Зовнішні пластини
2. Внутрішні пластини
3. Валик
4. Втулка
5. Ролик (сепаратор)

Валик (3) запресований у зовнішні пластини (1) ланцюга і утворює з ними одне ціле. На валик (3) вільно посаджена втулка (4), яка запресована у внутрішні пластини (2). Якщо на втулку (4) встановити вільно ролики (5), то ланцюг буде втулково-роликовим. Такий ланцюг замінює тертя ковзання на тертя кочення при набіганні ланцюга на зірочку, але погіршує динамічні властивості (ланцюг стає важчим).

### Зірочка ланцюгової передачі
Зірочка ланцюгової передачі має вигляд профільованого колеса із зубами, які входять у зачеплення з ланцюгом, що охоплює її по периметру.

### Передачі із зубчастими пасами
Цей вид передач класифікують як зубчасті передачі.
Вони мають переваги і недоліки пасових передач за
винятком такого основного недоліку фрикційних передач,
як проковзування та несталість передатного відношення.
Передачі зубчастими пасами широко застосовують в
техніці.

## Переваги та недоліки

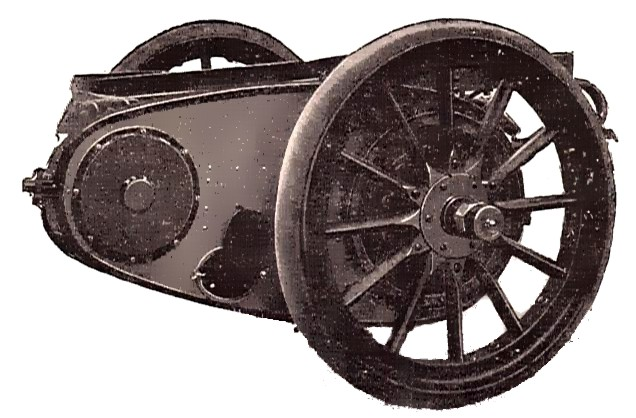
Ланцюгова передача, 1912 рік

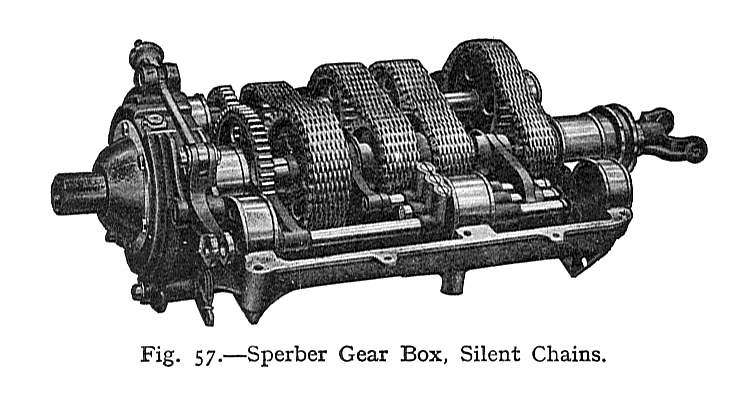
'Безшумна ланцюгова' передача всередині коробки передач 1912 року

Ланцюгові передачі порівняно з іншими механічними передачами мають такі основні переваги:
- можливість використання при значних відстанях (до 8 м) між валами;
- менші, ніж в пасових передачах, поперечні навантаження на вали;
- достатньо високий ККД (до 0,98);
- можливість передавання обертового руху одним ланцюгом декільком валам, у тому числі і з протилежним напрямом обертання.

Принцип зачеплення, а також вища міцність ланцюга в порівнянні з приводним пасом пасової передачі дозволяє ланцюговій передачі, за інших однакових умов, передавати значно більші потужності. Зачеплення ланцюга з зірочками виключає пробуксовку ланцюга, що забезпечує стале передавальне число передачі.
До недоліків ланцюгових передач належать такі:
- збільшення довжини ланцюга через зношення шарнірних з'єднань і відповідне ослаблення натягу;
- нерівномірність руху ланцюга і пов'язані з цим динамічні явища у передачі та підвищений шум;
- низька кінематична точність при реверсуванні;
- потреба застосування додаткових пристроїв для регулювання натягу ланцюга.

## Приклади використання
Ланцюгові передачі застосовують у сільськогосподарських та транспортних машинах (мотоциклах та велосипедах), підйомних пристроях, в урухомниках (приводах) конвеєрів, в технологічних машинах легкої промисловості тощо. Ланцюгова передача дозволяє надавати обертовий рух валам, що знаходяться на порівняно великій відстані, а її габаритні розміри значно менші від габаритних розмірів пасової передачі.
У гірничій справі застосовується у системах транспортування (конвеєрах), елеваторах, екскаваторах, лебідках, тельферах тощо.